# Куп Истанбула 2008.
Куп Истанбула 2008. је један од два ВТА турнира који се одржавају седмицу пре Ролан Гароса, и траје од 17. маја до 24. маја 2008 Турнир је III категорије са наградним фондом од 200.000 долара. Игра се на отвореним теренима, са подлогом од шљаке. Ово је четврта година одржавања овог турнира. Учествују 32 тенисерке у појединачној конкуренцији и 16 парова.
Седма тенисерка света, Јелена Дементјева, бранила је прошлогодишњу титулу. Главне противнице ће јој бити Агњешка Радвањска, Нађа Петрова, Софија Арвидсон, Цветана Пиронкова, Код парова прошлогодишње победнице сестре Агњешка и Уршула Радвањска неће брнити лањску титулу освојену на овом турниру.

## Победнице

### Појединачно
Агњешка Радвањска —  Јелена Дементјева 6-3, 6-2
- Ово је Радвањској друга титула ове године, трећа у каријери.

### Парови
Џил Крејбас /  Олга Говорцова —  Марина Ераковић /  Полона Херцог 6-1, 6-2
- Овом победом Џил Крејбас је освојила своју трећу титулу у каријери, а Олга Говорцова је славила први пут у игри парова.